# Поиск околоземных объектов в Обсерватории Лоуэлла
Поиск околоземных объектов в Обсерватории Лоуэлла (англ. Lowell Observatory Near-Earth-Object Search) — проект обсерватории Лоуэлла по поиску околоземных астероидов и комет. Руководителем проекта был Тед (Эдвард) Боуэлл. Проект LONEOS действовал с 1993 года до февраля 2008 года.
В рамках проекта LONEOS с 1998 по 2008 годы открыто 19379 объектов.

## Инструменты
Проект использовал 62-сантиметровый телескоп системы Шмидта, размещённый в Обсерватории Лоуэлла на станции Андерсон-Меса (Аризона, США). Телескоп оснастили 16-мегапиксельной ПЗС-матрицей с полем обзора 2,88°×2,88°.
Код обсерватории в рамках проекта — «699».